# Thorius longicaudus
Thorius longicaudus é uma espécie de anfíbio caudados da família Plethodontidae. Está presente no México. A UICN classificou-a como em perigo crítico.